# Stefan Schröpfer
Stefan Schröpfer (* 1. April 1952 in Zwickau) ist ein ehemaliger deutscher Radrennfahrer.

## Sportliche Laufbahn
Schröpfer begann mit dem Radsport in der DDR. 1969 flüchtete er aus der DDR nach Österreich und wurde zurückgeschickt, weil er noch nicht 18 Jahre alt war. Er heiratete, hatte ein Kind und wurde später aus der DDR ausgebürgert. Frau und Kind musste er zurücklassen. Beide kamen erst zwei Jahre später in die Bundesrepublik. Von 1979 bis 1988 war er als Berufsfahrer aktiv. Seinen ersten Vertrag als Profi hatte er 1979 mit dem Radsportteam Rauler-Gipiemme, ab 1981 war er beim Radsportteam Kondor. 1983 wurde er Dritter in der nationalen Meisterschaft im Straßenrennen hinter dem Sieger Hans Neumayer. 1986 wurde er ebenfalls Dritter.
Schröpfer startete häufig bei Sechstagerennen, 1983 gewann er das Sechstagerennen von Buenos Aires mit Willy De Bosscher als Partner.
1981 startete er im Giro d’Italia und belegte den 104. Rang im Gesamtklassement, 1982 wurde er 109.
Schröpfer wählte den Freitod. Umstände unbekannt, ebenso, wie sein Todesdatum.